# Epuroaică
Epuroaica este un vechi soi românesc de struguri roșii care era cultivat în Oltenia.

## Sinonime
Era cunoscut și sub numele de Epureasca, Epureasca pistruiată, Haina neamțului și Pistruțuica.

## Caracteristici tehnologice
Strugurii erau lungi, rămuroși, cu boabe mici, de culoare roșu-rubiniu. Era un soi foarte productiv din care se obțineau vinuri de masă albe, roze și roșii, fără calități deosebite.